# Acraea lutea
Acraea lutea är en fjärilsart som beskrevs av Carpenter och Jackson 1950. Acraea lutea ingår i släktet Acraea och familjen praktfjärilar. Inga underarter finns listade i Catalogue of Life.